# B-1 Hrvatska košarkaška liga
B-1 Hrvatska košarkaška liga je predstavljala treći rang hrvatskog prvenstva u košarci. 

## O ligi
"B-1 liga" je tradicionalno bila podijeljena na pet regionalnih liga, čiji pobjednici bi ostvarili plasman u viši stupanj natjecanja - "A-2 ligu" (koja je od sezone 2002./03također imala pet regionalnih skupina). 
 
Reorganizacijom ligaških natjecamnjsa od sezone 2017./18. iz "A-2 lige" su nastale "Prva muška liga" kao drugi stupanj natjecanja i "Druga muška liga" (treći stupanj, u pet skupina dotadašnje "A-2 lige") 

"B-1 liga" je postala "Treža muška liga", koja je postala četvrti stupanj natjecanja sa skupinama dotadašnje B-1 lige. 
 
Ovisno o sezone i broju klubova, u pojedinim regijama je bila i "B-2 liga" kao liga četvrtog stupnja, a povremeno se lga navodila samo i kao B liga". 
 
Na području pojedinih regija ("Centar", "Sjever", "Istok") ispod "B-1 lige", (odnosno "B lige" ili "B-2 lige") je do sezone 2016./17. igrana i "C-1 liga" (ponegdje navedena kao "C liga").

## Povezanmi članci
- Prva hrvatska košarkaška liga
- A-2 Hrvatska košarkaška liga
- Kategorija:Hrvatska košarkaška natjecanja

## Vanjske poveznice
- Crosarka.com - Nezavisni hrvatski košarkaški portal
- kosarka.org
- eurobasket.com